# Ogólne zasady postępowania administracyjnego
Ogólne zasady postępowania administracyjnego – normy wyszczególnione w art. 6-16 Kodeksu postępowania administracyjnego, ustalające dyrektywy działania organów administracji publicznej. Niezastosowanie bądź nieprawidłowe zastosowanie zasad stanowi rażące naruszenie przepisów postępowania administracyjnego.

## Zasada praworządności (legalności)
Organy administracji publicznej działają na podstawie przepisów prawa powszechnie obowiązującego (nie jest związany podstawą prawną podaną przez stronę). Tak więc podstawą prawną decyzji administracyjnej nie mogą być przykładowo preambuły aktów normatywnych, uchwały Rady Ministrów czy zarządzenia Prezesa Rady Ministrów.

## Zasada prawdy obiektywnej
Organy administracji publicznej zobowiązane są podejmować wszelkie kroki niezbędne do dokładnego wyjaśnienia stanu faktycznego. Zgodnie z konkretyzacją tej zasady, organ administracji publicznej jest zobowiązany w sposób wyczerpujący zebrać i rozpatrzyć cały materiał dowodowy. Zasadę prawdy obiektywnej urzeczywistnia m.in. prawo strony do czynnego udziału w postępowaniu.

## Zasada uwzględnienia z urzędu interesu społecznego i słusznego interesu strony
Organ administracji publicznej jest zobowiązany do załatwienia sprawy, mając na względzie interes społeczny i słuszny interes obywateli (tj. tylko taki, który znajduje oparcie w normie prawnej ustanowionej dla jego ochrony). Załatwienie sprawy przez organ administracji publicznej powinno być wyrazem pogodzenia tych interesów.

## Zasada prowadzenia postępowania w sposób budzący zaufanie jego uczestników do władzy publicznej
Organy administracji publicznej prowadzą postępowanie w sposób budzący zaufanie jego uczestników do władzy publicznej (art. 8 k.p.a.). Według S. Rozmaryna zasada ta stanowi klamrę spinającą całość ogólnych zasad postępowania administracyjnego. Można z niej wyprowadzić także szereg innych zasad, które nie zostały wprost skodyfikowane w polskim ustawodawstwie, ale ich istnienie wynika z konstytucyjnej zasady demokratycznego państwa prawnego. Zaliczają się do nich m.in.: 
- zasada przewidywalności rozstrzygnięć administracyjnych;
- zakaz nadużywania uprawnień;
- zasada proporcjonalności;
- zasada równości stron;
- zasada uczciwości i uprzejmości;

## Zasada informowania stron i pozostałych uczestników postępowania
Organy administracji publicznej są obowiązane do należytego i wyczerpującego informowania stron o okolicznościach faktycznych i prawnych, które mogą mieć wpływ na ustalenie ich praw i obowiązków będących przedmiotem postępowania administracyjnego.
Organy czuwają także nad tym, aby strony i inne osoby uczestniczące w postępowaniu nie poniosły szkody z powodu nieznajomości prawa, i w tym celu udzielają im niezbędnych wyjaśnień i wskazówek. Zasada ta konkretyzowana jest w przepisach m.in. o obowiązku wskazaniu w wezwaniu skutków prawnych niezastosowania się do wezwania, pouczeniu o skutkach nieusunięcia braków podania w wezwaniu do usunięciu braków (skutkiem jest pozostawienie podania bez rozpoznania), pouczeniu stron o skutkach prawnych zawieszenia postępowania na żądanie strony oraz pouczenie o dopuszczalności i trybie wniesienia środka prawnego w odniesieniu do decyzji administracyjnej i postanowienia, które może być zaskarżone do sądu administracyjnego.
Błędne pouczenie w decyzji co do prawa odwołania albo wniesienia powództwa do sądu powszechnego lub skargi do sądu administracyjnego nie może szkodzić stronie, która zastosowała się do tego pouczenia. 
Jeżeli strona korzysta z wykwalifikowanego pełnomocnika (np. adwokata czy radcy prawnego), obowiązki informacyjne organu administracji publicznej są węższe niż w sytuacji, w której strona nie ma takiego pełnomocnika.

## Zasada czynnego udziału stron w postępowaniu
Organy administracji publicznej obowiązane są zapewnić stronom czynny udział w każdym stadium postępowania, a przed wydaniem decyzji umożliwić im wypowiedzenie się co do zebranych dowodów i materiałów oraz zgłoszonych żądań.
Zasada ta może doznać pewnego ograniczenia - organy administracji publicznej mogą od niej odstąpić w przypadkach, gdy załatwienie sprawy nie cierpi zwłoki ze względu na niebezpieczeństwo dla życia lub zdrowia ludzkiego albo ze względu na grożącą niepowetowaną szkodę materialną. Organ administracji publicznej jest zobowiązany utrwalić w aktach sprawy (w drodze adnotacji) przyczyny odstąpienia od zasady czynnego udziału stron.
Zasada ta stanowi procesowe uprawnienie strony, tak więc strona nie ma obowiązku czynnie uczestniczyć w postępowaniu.
Przejawami zasady czynnego udziału stron w postępowaniu są: prawo inicjatywy dowodowej, prawo do czynnego udziału w czynnościach postępowania dowodowego, prawo wypowiadania się co do wyników postępowania dowodowego oraz co do zgromadzonych dowodów i materiałów w sprawie, a także prawo strony do wglądu w akta sprawy.
Jeżeli strona bez własnej winy nie brała udziału w sprawie, następuje wznowienie postępowania zakończonego decyzją ostateczną.

## Zasada przekonywania
Organy administracji publicznej powinny wyjaśniać stronom zasadność przesłanek, którymi kierują się przy załatwianiu sprawy, aby w ten sposób w miarę możliwości doprowadzić do wykonania przez strony decyzji bez potrzeby stosowania środków przymusu. Ważną rolę w realizacji tej zasady odgrywa uzasadnienie decyzji administracyjnej.

## Zasada szybkości i prostoty postępowania
Organy administracji publicznej powinny działać w sprawie wnikliwie i szybko, posługując się możliwie najprostszymi środkami prowadzącymi do jej załatwienia. Sprawy, które nie wymagają zbierania dowodów, informacji lub wyjaśnień, powinny być załatwione niezwłocznie.
Realizacja tej zasady nie może prowadzić do pogwałcenia przepisów Kodeksu postępowania administracyjnego, które przewidują m.in. termin na zawiadomienie strony o terminie i miejscu przeprowadzenia dowodu ze świadków, biegłych lub oględzin (przynajmniej 7 dni) czy termin na wezwanie i ogłoszenie o rozprawie administracyjnej (przynajmniej 7 dni).
W zgodzie z zasadą prostoty (ekonomiki) postępowania pozostają przepisy o tzw. pomocy prawnej oraz o wezwaniu uczestników postępowania do czynności procesowych.

## Zasada ugodowego załatwiania spornych spraw administracyjnych
Sprawy, w których uczestniczą strony o spornych interesach, mogą być załatwiane w drodze ugody sporządzonej przed organem administracji publicznej. Organ administracji publicznej, przed którym toczy się postępowanie w sprawie, powinien w tych przypadkach podejmować czynności skłaniające strony do zawarcia ugody, z kolei strona ma prawo do zawarcia ugody. W postępowaniu administracyjnym może być też prowadzona mediacja między stronami i między stroną a organem.

## Zasada pisemności
Sprawy w postępowaniu administracyjnym należy załatwiać w formie pisemnej. Sprawy mogą być załatwiane w formie ustnej, jeżeli przemawia za tym interes strony, a przepis prawa nie stoi temu na przeszkodzie, jednak treść i istotne motywy takiego załatwienia powinny być utrwalone w aktach w formie protokołu lub podpisanej przez stronę adnotacji.

## Zasada dwuinstancyjności
Postępowanie administracyjne jest co do zasady dwuinstancyjne. Ważniejszy jest tutaj aspekt materialny (prawna możność dwukrotnego rozstrzygnięcia tej samej sprawy) niż procesowy - tak więc wniosek o ponowne rozpatrzenie sprawy nie jest wyjątkiem od zasady dwuinstancyjności.

## Zasada trwałości decyzji ostatecznych
Decyzje, od których nie służy odwołanie w administracyjnym toku instancji, są ostateczne. Uchylenie lub zmiana takich decyzji, stwierdzenie ich nieważności oraz wznowienie postępowania może nastąpić tylko w przypadkach przewidzianych w kodeksie lub w ustawach szczególnych. Trybami nadzwyczajnymi, którymi można wzruszyć decyzję ostateczną, są 
- postępowanie w sprawie wznowienia postępowania administracyjnego,
- postępowanie w sprawie stwierdzenia nieważności decyzji,
- postępowanie, którego celem jest uchylenie lub zmiana decyzji administracyjnej dotkniętej wadą, lub nie, jeżeli przemawia za tym interes społeczny lub słuszny interes strony,
- postępowanie w sprawie uchylenia lub zmienienia decyzji w stanach nagłej konieczności administracyjnej,
- postępowanie w sprawie stwierdzenia wygaśnięcia decyzji,
- postępowanie w sprawie uchylenia decyzji, jeżeli strona nie dopełniła określonych czynności w terminie,
- postępowania w sprawie uchylenia lub zmiany decyzji, przewidziane przez przepisy szczególne.

Naruszenie tej zasady jako rażące naruszenie prawa stanowi jedną z przesłanek stwierdzenia nieważności.

## Zasada sądowej weryfikacji (kontroli) decyzji ostatecznych
Zgodnie z Kodeksem postępowania administracyjnego, decyzje mogą być zaskarżane do sądu administracyjnego z powodu ich niezgodności z prawem, na zasadach i w trybie określonych w odrębnych ustawach. Taką ustawą jest Prawo o postępowaniu przed sądami administracyjnymi, która przewiduje nawet szerszy zakres kognicji sądów administracyjnych. Decyzje, których nie można zaskarżyć do sądu, są prawomocne.